# Mike Bryan
Michael Carl „Mike” Bryan (Camarillo, Kalifornia, 1978. április 29. –) olimpiai bajnok amerikai hivatásos teniszező.
Legjobb eredményeit párosban éri el, ikertestvérével Bob Bryannel jelenleg ők a világelsők. Együtt összesen 58 ATP-tornát nyertek meg, ezek közül nyolc Grand Slam-torna, 13 Masters-torna, és háromszor megnyerték a Tennis Masters Cupot is. 2005-ben bejutottak mind a négy Grand Slam döntőjébe. A 2006-os wimbledoni torna megnyerésével teljesítették a karrier Grand Slamet.
Vegyes párosban két Grand Slam-győzelmet szerzett.

## Grand Slam-döntői

### Páros

#### Győzelmei (8)
| Év   | Helyszín        | Partner   | Ellenfelek a döntőben                 | Eredmény a döntőben |
| 2003 | Roland Garros   | Bob Bryan | Paul Haarhuis / Jevgenyij Kafelnyikov | 7-6(3), 6-3         |
| 2005 | US Open         | Bob Bryan | Jonas Björkman / Makszim Mirni        | 6-1, 6-4            |
| 2006 | Australian Open | Bob Bryan | Martin Damm / Lijendar Pedzs          | 4-6, 6-3, 6-4       |
| 2006 | Wimbledon       | Bob Bryan | Fabrice Santoro / Nenad Zimonjić      | 6-3, 4-6, 6-4, 6-2  |
| 2007 | Australian Open | Bob Bryan | Jonas Björkman / Makszim Mirni        | 7-5, 7-5            |
| 2008 | US Open         | Bob Bryan | Lukáš Dlouhý / Lijendar Pedzs         | 7-6(5), 7-6(10)     |
| 2009 | Australian Open | Bob Bryan | Mahes Bhúpati / Mark Knowles          | 2-6, 7-5, 6-0       |
| 2010 | Australian Open | Bob Bryan | Daniel Nestor / Nenad Zimonjić        | 6–3, 6–7(5), 6–3    |

#### Elvesztett döntői (8)
| Év   | Helyszín        | Partner   | Ellenfelek a döntőben            | Eredmény a döntőben         |
| 2003 | US Open         | Bob Bryan | Jonas Björkman / Todd Woodbridge | 7-5, 0-6, 5-7               |
| 2004 | Australian Open | Bob Bryan | Michaël Llodra / Fabrice Santoro | 6-7(4), 3-6                 |
| 2005 | Australian Open | Bob Bryan | Wayne Black / Kevin Ullyett      | 4-6, 4-6                    |
| 2005 | Roland Garros   | Bob Bryan | Jonas Björkman / Makszim Mirni   | 6-2, 1-6, 4-6               |
| 2005 | Wimbledon       | Bob Bryan | Stephen Huss / Wesley Moodie     | 6-7(4) 3-6, 7-6(2), 3-6     |
| 2006 | Roland Garros   | Bob Bryan | Jonas Björkman / Makszim Mirni   | 7-6(5), 4-6, 5-7            |
| 2007 | Wimbledon       | Bob Bryan | Arnaud Clément / Michaël Llodra  | 7-6(5), 3-6, 4-6, 4-6       |
| 2009 | Wimbledon       | Bob Bryan | Daniel Nestor / Nenad Zimonjić   | 6–7(7), 7–6(3), 6–7(5), 3–6 |

### Vegyes páros

#### Győzelmei (2)
| Év   | Helyszín      | Partner      | Ellenfelek a döntőben            | Eredmény a döntőben |
| 2002 | US Open       | Lisa Raymond | Katarina Srebotnik / Bob Bryan   | 7-6(9), 7-6(1)      |
| 2003 | Roland Garros | Lisa Raymond | Jelena Lihovceva / Mahes Bhúpati | 6-3, 6-4            |

#### Elvesztett döntői (2)
| Év   | Helyszín  | Partner            | Ellenfelek a döntőben            | Eredmény a döntőben |
| 2001 | Wimbledon | Liezel Huber       | Daniela Hantuchová / Leoš Friedl | 6-4, 3-6, 2-6       |
| 2008 | Wimbledon | Katarina Srebotnik | Samantha Stosur / Bob Bryan      | 5-7, 4-6            |

## ATP-döntői

### Páros

#### Győzelmei (60)
| Összesítés                                            | Összesítés |
| ----------------------------------------------------- | ---------- |
| Grand Slam-torna                                      | (8)        |
| ATP World Tour Masters 1000 / ATP Masters Series      | (13)       |
| ATP World Tour 500 Series / International Series Gold | (7)        |
| ATP World Tour 250 Series / International Series      | (29)       |
| ATP World Tour Finals / Tennis Masters Cup            | (3)        |

|    | Dátum                | Torna                                      | Borítás          | Partner      | Ellenfelek a döntőben                  | Eredmény a döntőben           |
| 1  | 2001. február 26.    | RMK Championships, Memphis                 | Kemény (fedett)  | Bob Bryan    | Alex O'Brien / Jonathan Stark          | 6-3, 7-6(3)                   |
| 2  | 2001. június 18.     | Queen's Club Championships, London         | Fű               | Bob Bryan    | Eric Taino / David Wheaton             | 6-3, 3-6, 6-1                 |
| 3  | 2001. július 16.     | Campbell's Hall of Fame TC, Newport        | Fű               | Bob Bryan    | Andre Sa / Glenn Weiner                | 6-3, 7-5                      |
| 4  | 2001. július 30.     | Countrywide Classic, Los Angeles           | Kemény           | Bob Bryan    | Jan-Michael Gambill / Andy Roddick     | 7-5, 7-6(6)                   |
| 5  | 2002. március 4.     | Abierto Mexicano Telcel, Acapulco          | Salak            | Bob Bryan    | Martin Damm / David Rikl               | 6-3, 3-6, 6-2                 |
| 6  | 2002. március 11.    | Franklin Templeton TC, Scottsdale          | Kemény           | Bob Bryan    | Mark Knowles / Daniel Nestor           | 7-5, 7-6(6)                   |
| 7  | 2002. június 23.     | Nottingham Open, Nottingham                | Fű               | Mark Knowles | Donald Johnson / Jared Palmer          | 0-6, 7-6(3), 6-4              |
| 8  | 2002. július 15.     | Campbell's Hall of Fame TC, Newport        | Fű               | Bob Bryan    | Jürgen Melzer / Alexander Popp         | 7-5, 6-3                      |
| 9  | 2002. augusztus 5.   | Canada Masters, Toronto                    | Kemény           | Bob Bryan    | Mark Knowles / Daniel Nestor           | 4-6, 7-6(1), 6-3              |
| 10 | 2002. augusztus 26.  | The Hamlet Cup, Long Island                | Kemény           | M. Bhúpati   | Petr Pála / Pavel Vízner               | 6-3, 6-4                      |
| 11 | 2002. október 28.    | Davidoff Swiss Indoors, Bázel              | Kemény (fedett)  | Bob Bryan    | Mark Knowles / Daniel Nestor           | 7-6(1), 7-5                   |
| 12 | 2003. április 28.    | Open Seat, Barcelona                       | Salak            | Bob Bryan    | Chris Haggard / Robbie Koenig          | 6-4, 6-3                      |
| 13 | 2003. június 9.      | Roland Garros, Párizs                      | Salak            | Bob Bryan    | Paul Haarhuis / Jevgenyij Kafelnyikov  | 7-6(3), 6-3                   |
| 14 | 2003. június 23.     | Nottingham Open, Nottingham                | Fű               | Bob Bryan    | Joshua Eagle / Jared Palmer            | 7-6(3), 4-6, 7-6(4)           |
| 15 | 2003. augusztus 18.  | Cincinnati Masters, Cincinnati             | Kemény           | Bob Bryan    | Wayne Arthurs / Paul Hanley            | 7-5, 7-6(5)                   |
| 16 | 2003. november 15.   | Tennis Masters Cup, Houston                | Kemény (fedett)  | Bob Bryan    | Michaël Llodra / Fabrice Santoro       | 6-7(6), 6-3, 3-6, 7-6(3), 6-4 |
| 17 | 2004. január 12.     | NG Adelaide International, Adelaide        | Kemény           | Bob Bryan    | Arnaud Clément / Michaël Llodra        | 7-5, 6-3                      |
| 18 | 2004. február 23.    | RMK Championships, Memphis                 | Kemény (fedett)  | Bob Bryan    | Jeff Coetzee / Chris Haggard           | 6-3, 6-4                      |
| 19 | 2004. március 8.     | Abierto Mexicano Telcel, Acapulco          | Salak            | Bob Bryan    | Juan Ignacio Chela / Nicolás Massú     | 6-2, 6-4                      |
| 20 | 2004. június 14.     | Queen's Club Championships, London         | Fű               | Bob Bryan    | Mark Knowles / Daniel Nestor           | 6-4, 6-4                      |
| 21 | 2004. július 19.     | Countrywide Classic, Los Angeles           | Kemény           | Bob Bryan    | Wayne Arthurs / Paul Hanley            | 6-3, 7-6(6)                   |
| 22 | 2004. november 1.    | Davidoff Swiss Indoors, Bázel              | Kemény (fedett)  | Bob Bryan    | Lucas Arnold Ker / Mariano Hood        | 7-6(11), 6-2                  |
| 23 | 2004. november 15.   | Tennis Masters Cup, Houston                | Kemény (fedett)  | Bob Bryan    | Wayne Black / Kevin Ullyett            | 4-6, 7-5, 6-4, 6-2            |
| 24 | 2005. február 28.    | Tennis Channel Open, Scottsdale            | Kemény           | Bob Bryan    | Wayne Arthurs / Paul Hanley            | 7-5, 6-4                      |
| 25 | 2005. június 14.     | Queen's Club Championships, London         | Fű               | Bob Bryan    | Jonas Björkman / Makszim Mirni         | 7-6(11), 7-6(4)               |
| 26 | 2005. augusztus 8.   | Legg Mason Tennis Classic, Washington      | Kemény           | Bob Bryan    | Wayne Black / Kevin Ullyett            | 6-4, 6-2                      |
| 27 | 2005. szeptember 12. | US Open, New York                          | Kemény           | Bob Bryan    | Jonas Björkman / Makszim Mirni         | 6-1, 6-4                      |
| 28 | 2005. november 6.    | Paris Masters, Párizs                      | Szőnyeg (fedett) | Bob Bryan    | Mark Knowles / Daniel Nestor           | 6-4, 6-7(3), 6-4              |
| 29 | 2006. január 30.     | Australian Open, Melbourne                 | Kemény           | Bob Bryan    | Martin Damm / Lijendar Pedzs           | 6-1, 6-4                      |
| 30 | 2006. március 5.     | Tennis Channel Open, Las Vegas             | Kemény           | Bob Bryan    | Jaroslav Levinský / Robert Lindstedt   | 6-3, 6-2                      |
| 31 | 2006. július 10.     | Wimbledon, Wimbledon                       | Fű               | Bob Bryan    | Fabrice Santoro / Nenad Zimonjić       | 6-3, 4-6, 6-4, 6-2            |
| 32 | 2006. július 31.     | Countrywide Classic, Los Angeles           | Kemény           | Bob Bryan    | Eric Butorac / Jamie Murray            | 6-2, 6-4                      |
| 33 | 2006. augusztus 7.   | Legg Mason Tennis Classic, Washington      | Kemény           | Bob Bryan    | Paul Hanley / Kevin Ullyett            | 6-3, 5-7, 10-3                |
| 34 | 2006. augusztus 14.  | Canada Masters, Toronto                    | Kemény           | Bob Bryan    | Paul Hanley / Kevin Ullyett            | 6-3, 7-5                      |
| 35 | 2006. október 23.    | Madrid Masters, Madrid                     | Kemény (fedett)  | Bob Bryan    | Mark Knowles / Daniel Nestor           | 7-5, 6-4                      |
| 36 | 2007. január 29.     | Australian Open, Melbourne                 | Kemény           | Bob Bryan    | Jonas Björkman / Makszim Mirni         | 7-5, 7-5                      |
| 37 | 2007. március 5.     | Tennis Channel Open, Las Vegas             | Kemény           | Bob Bryan    | Jonathan Erlich / Andi Rám             | 7-6(6), 6-2                   |
| 38 | 2007. április 2.     | Miami Masters, Miami                       | Kemény           | Bob Bryan    | Martin Damm / Lijendar Pedzs           | 6-7(7), 6-3, 10-7             |
| 39 | 2007. április 16.    | US Men's CCC, Houston                      | Salak            | Bob Bryan    | Mark Knowles / Daniel Nestor           | 7-6(3), 6-4                   |
| 40 | 2007. április 23.    | Monte Carlo Masters, Monte Carlo           | Salak            | Bob Bryan    | Julien Benneteau / Richard Gasquet     | 6-2, 6-1                      |
| 41 | 2007. május 21.      | Hamburg Masters, Hamburg                   | Salak            | Bob Bryan    | Paul Hanley / Kevin Ullyett            | 6-3, 6-4                      |
| 42 | 2007. július 23.     | Countrywide Classic, Los Angeles           | Kemény           | Bob Bryan    | Scott Lipsky / David Martin            | 7-6(5), 6-2                   |
| 43 | 2007. augusztus 5.   | Legg Mason Tennis Classic, Washington      | Kemény           | Bob Bryan    | Jonathan Erlich / Andi Rám             | 7-6(5), 3-6, 10-7             |
| 44 | 2007. október 21.    | Madrid Masters, Madrid                     | Kemény (fedett)  | Bob Bryan    | Mariusz Fyrstenberg / Marcin Matkowski | 6-3, 7-6(4)                   |
| 45 | 2007. október 28.    | Davidoff Swiss Indoors, Bázel              | Kemény (fedett)  | Bob Bryan    | James Blake / Mark Knowles             | 6-1, 6-1                      |
| 46 | 2007. november 4.    | Paris Masters, Párizs                      | Szőnyeg (fedett) | Bob Bryan    | Daniel Nestor / Nenad Zimonjić         | 6-3, 7-6(4)                   |
| 47 | 2008. április 5.     | Miami Masters, Miami                       | Kemény           | Bob Bryan    | Mahes Bhúpati / Mark Knowles           | 6-2, 6-2                      |
| 48 | 2008. május 3.       | Open Sabadell Atlántico, Barcelona         | Salak            | Bob Bryan    | Mariusz Fyrstenberg / Marcin Matkowski | 6-3, 6-2                      |
| 49 | 2008. május 11.      | Rome Masters, Róma                         | Salak            | Bob Bryan    | Daniel Nestor / Nenad Zimonjić         | 3-6, 6-4, 10-8                |
| 50 | 2008. augusztus 3.   | Cincinnati Masters, Cincinnati             | Kemény           | Bob Bryan    | Jonathan Erlich / Andi Rám             | 4-6, 7-6(2), 10-7             |
| 51 | 2008. szeptember 5.  | US Open, New York                          | Kemény           | Bob Bryan    | Lukáš Dlouhý / Lijendar Pedzs          | 7-6(5), 7-6(10)               |
| 52 | 2009. január 17.     | Medibank International, Sydney             | Kemény           | Bob Bryan    | Daniel Nestor / Nenad Zimonjić         | 6-1, 7-6(3)                   |
| 53 | 2009. január 31.     | Australian Open, Melbourne                 | Kemény           | Bob Bryan    | Mahes Bhúpati / Mark Knowles           | 2–6, 7–5, 6–0                 |
| 54 | 2009. március 1.     | Delray Beach ITC, Delray Beach             | Kemény           | Bob Bryan    | Marcelo Melo / André Sá                | 6-4, 6-4                      |
| 55 | 2009. április 11.    | US Men's CCC, Houston                      | Salak            | Bob Bryan    | Jesse Levine / Ryan Sweeting           | 6–1, 6–2                      |
| 56 | 2009. augusztus 2.   | Countrywide Classic, Los Angeles           | Kemény           | Bob Bryan    | Benjamin Becker / Frank Moser          | 6–4, 7–6(2)                   |
| 57 | 2009. október 11.    | China Open, Peking, Kína                   | Kemény           | Bob Bryan    | Mark Knowles / Andy Roddick            | 6–4, 6–2                      |
| 58 | 2009. november 9.    | ATP World Tour Finals, London              | Kemény (f)       | Bob Bryan    | Makszim Mirni / Andi Rám               | 7–6(5), 6–3                   |
| 59 | 2010. január 30.     | Australian Open, Melbourne , Ausztrália(4) | Kemény           | Bob Bryan    | Daniel Nestor / Nenad Zimonjić         | 6–3, 6–7(5), 6–3              |
| 60 | 2010. február 28.    | Delray Beach ITC, USA (2)                  | Kemény           | Bob Bryan    | Philipp Marx / Igor Zelenay            | 6–3, 7–6(3)                   |

Emellett Mike Bryannek van még két címe, amelyeket még 2002-ben nyert. Az indiai Mahes Bhúpatival nyert a Long Island-i tenisztornán, és egyet nyert a  bahamai Mark Knowles párjaként a Nottinghamban rendezett tenisztornán.